# Anna Houry
Anna Houry, geboren als Anastasie Gouhenant, (* 18. Juni 1831 in Lyon; † 12. November 1906 in Paris) war eine französische Feministin und Fourieristin.

## Leben
Anna Houry war die Tochter des Malers Adolphe Gouhenant, der seine Familie verließ, um nach Texas zu ziehen. Sie heiratete am 5. Oktober 1853 den belgischen Maler Charles Houry.
Anna Houry war zusammen mit Stella Blandy, Hubertine Auclert und den Schwestern Maria Deraismes und Anna Féresse-Deraismes Mitglied der Société pour l’amélioration du sort de la femme et la revendication de ses droits (Gesellschaft für die Verbesserung des Schicksals der Frau und die Einforderung ihrer Rechte). In diesem Rahmen unterzeichneten sie im März 1875 einen Brief mit, in dem sie Victor Hugo um Unterstützung für ihre feministischen Forderungen baten.
Gegen Ende der 1880er Jahre engagierte sich Anna Houry gemeinsam mit ihrem Mann für den Fourierismus. Im Jahr 1888 gründeten sie die neue phalansterianische Zeitung La Rénovation. Das Ehepaar leistete einen finanziellen Beitrag zur Schaffung der Statuen von Charles Fourier und Victor Considerant.
1903 war sie eine von sechs Fourieristen, die die nach dem Vereinsgesetz von 1901 gegründete Vereinigung École sociétaire ins Leben riefen. Am 31. Juli desselben Jahres schrieb sie in La Rénovation einen Artikel, in dem sie die Gleichberechtigung von Männern und Frauen mit besonderem Fokus auf das Wahlrecht für Frauen forderte.

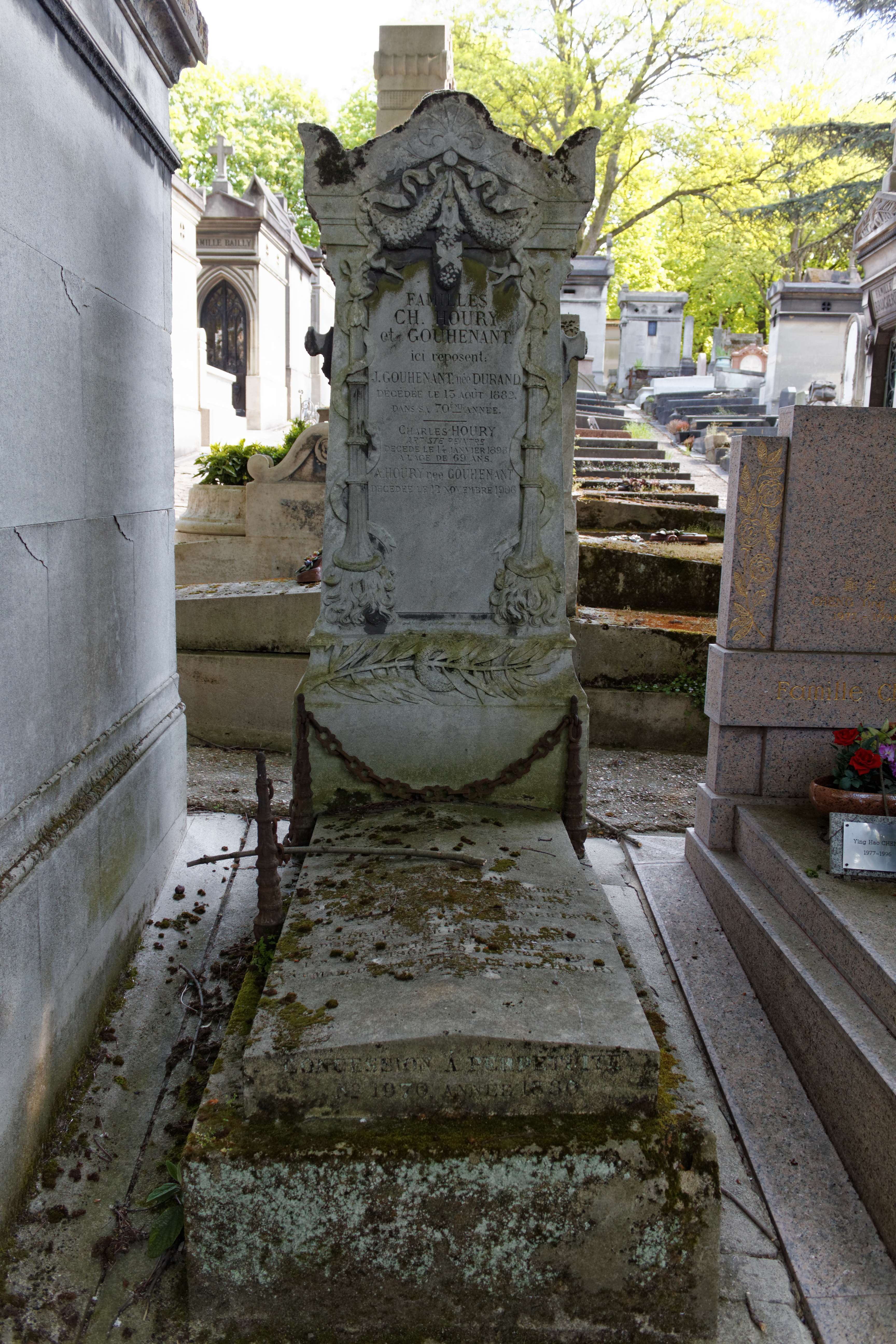
Grab der Hourys auf dem Père-Lachaise

Anna Houry und ihr Mann sind auf dem Friedhof Père-Lachaise in Paris begraben.